# Episodi di Mario (prima stagione)
La prima stagione della serie televisiva Mario è stata trasmessa in prima visione assoluta in Italia da MTV dal 28 febbraio al 25 aprile 2013.
| nº | Titolo                             | Prima TV Italia  |
| -- | ---------------------------------- | ---------------- |
| 1  | Cavoli amario                      | 28 febbraio 2013 |
| 2  | Ginetto senza G                    | 28 febbraio 2013 |
| 3  | La sciabolata                      | 7 marzo 2013     |
| 4  | Sciopero della faccia              | 7 marzo 2013     |
| 5  | A di ahia                          | 14 marzo 2013    |
| 6  | Puntata bella                      | 14 marzo 2013    |
| 7  | Cappelli                           | 21 marzo 2013    |
| 8  | Amore amario                       | 21 marzo 2013    |
| 9  | Plop                               | 28 marzo 2013    |
| 10 | Ceffone                            | 28 marzo 2013    |
| 11 | 252385736 secondi                  | 4 aprile 2013    |
| 12 | Donatello                          | 4 aprile 2013    |
| 13 | Pompiere che indaga su Buonanima   | 11 aprile 2013   |
| 14 | Pompiere che indaga su Buonanima 2 | 11 aprile 2013   |
| 15 | Sei pallini                        | 18 aprile 2013   |
| 16 | Giobbe                             | 18 aprile 2013   |
| 17 | Ho visto tutto                     | 25 aprile 2013   |
| 18 | Il vecchio e il Mario              | 25 aprile 2013   |

## Cavoli amario
- Diretto da: Marcello Macchia
- Scritto da: Marcello Macchia, Luigi Luciano, Daniele Grigolo, Sergio Spaccavento, Francesco Vespa

### Trama
Durante una delle pause dell'MTG, Mario scopre che il suo direttore, Paolo Buonanima, è sparito e non più rintracciabile, e che l'emittente è stata venduta alla famigerata Micidial Corporation, che impone i suoi sponsor nella diretta del telegiornale. Mario non ci sta e decide di dare le dimissioni, ma nel parcheggio incontra Lord Micidial, il nuovo proprietario, che gli fa notare una penale da 4 milioni di euro inserita in diagonale nel contratto. L'unica via d'uscita è insegnare a Ginetto, figlio di Lord Micidial, il mestiere di giornalista, per non lasciare l'MTG senza un conduttore. Nel frattempo Mario è anche alle prese con la truccatrice Genny, la quale sostiene di aspettare un figlio da lui.
- Sponsor fittizio: Raggrumina

## Ginetto senza G
- Diretto da: Marcello Macchia
- Scritto da: Marcello Macchia, Luigi Luciano, Daniele Grigolo, Sergio Spaccavento, Francesco Vespa

### Trama
Prima dell'inizio di una nuova diretta, Lord Micidial e il figlio Ginetto si presentano a tutto lo staff dell'MTG, tra cui c'è anche un irritato Mario, seduto in disparte dal resto del gruppo. Per Ginetto comincia ufficialmente la fase di apprendistato, nella quale dovrà seguire il lavoro di Mario per imparare al meglio. Intanto Genny, in visita dal ginecologo, rimane molto delusa dal fatto che nel suo grembo non porta un bambino, bensì un polpettone intero che in seguito vomiterà al cancello d'ingresso, dicendo di aver abortito.
- Guest star: Marco Mazzoli (ginecologo)
- Sponsor fittizio: Bacchette fumanti

## La sciabolata
- Diretto da: Marcello Macchia
- Scritto da: Marcello Macchia, Luigi Luciano, Daniele Grigolo, Sergio Spaccavento, Francesco Vespa

### Trama
Mario continua la ricerca del direttore scomparso, arrivando a citofonare sotto casa sua, senza però ricevere alcuna risposta. Tornato negli studi dell'MTG, il conduttore riceve la visita dell'avvocato Scatarrutti, al quale espone il problema legato alla clausola diagonale. L'avvocato gli spiega che questo tipo di clausola, che in gergo tecnico si chiama la "sciabolata", è un metodo subdolo ma legale e non si può fare nulla. Nel frattempo Ginetto, prendendo Mario alla lettera, si reca in una località di nome Quel Paese dove, inaspettatamente, trova uno scoop a detta sua sensazionale: Lord Micidial ordina alla regia di mandarlo in onda, ma quando scopre che si tratta di un alieno (avendo precedentemente chiamato i servizi segreti americani promettendo di non parlare di UFO) stacca la spina dello studio, chiudendo il collegamento.
- Sponsor fittizio: Acquohol

## Sciopero della faccia
- Diretto da: Marcello Macchia
- Scritto da: Marcello Macchia, Luigi Luciano, Daniele Grigolo, Sergio Spaccavento, Francesco Vespa

### Trama
Decisamente contrariato per i fatti recenti che hanno sconvolto l'MTG, Mario, nell'edizione serale, decide di non mostrare la sua faccia. Per fare ciò escogita diversi stratagemmi, come dare le spalle alla telecamera o attaccare sul viso un foglio con scritto "sciopero della faccia": si fa anche aiutare dalla truccatrice Genny, promettendole di "ingravidarla" ancora (così lei si chiude in uno sgabuzzino dove comincia a toccarsi, ma Ginetto, invitato da Mario a sconfiggere i suoi mostri, le tira una scopa in testa). Alla fine della puntata Michelangelo, l'assistente di studio, consegna a Mario una lettera con la stessa calligrafia di Paolo Buonanima che spiega le ragioni della sua sparizione, ma che in realtà si scopre essere stata scritta dall'anziana segretaria Carolina e dettata da Lord Micidial.
- Sponsor fittizio: Inquinello

## A di ahia
- Diretto da: Marcello Macchia
- Scritto da: Marcello Macchia, Luigi Luciano, Daniele Grigolo, Sergio Spaccavento, Francesco Vespa

### Trama
Mario si presenta nell'ufficio di Lord Micidial con la lettera, che lui crede sia effettivamente di Buonanima, e si scusa per averlo accusato della sua scomparsa, impegnandosi anche a cominciare la formazione di Ginetto. Il ragazzo compare di colpo, e quando il giornalista gli porge un quotidiano ammette di non saper leggere. Viene così chiamato un insegnante di italiano, Rodolfo Divino Commedia, che ha il compito di insegnargli a leggere e anche l'alfabeto: finita la diretta, Mario raggiunge Ginetto per verificare i suoi progressi, ma scopre che il giovane ha imparato solo la lettera A, mentre il maestro gli pesta un piede. Intanto sia la guardia Ozio che i due registi Ricky e Giaffro trovano Genny, priva di sensi dopo la botta in testa rifilatale da Ginetto, e dopo un vano tentativo di rianimarla la abbandonano.
- Sponsor fittizio: La bomba

## Puntata bella
- Diretto da: Marcello Macchia
- Scritto da: Marcello Macchia, Luigi Luciano, Daniele Grigolo, Sergio Spaccavento, Francesco Vespa

### Trama
Svegliatosi mentre stava sognando Ginetto che conduceva l'MTG, Mario chiede al maestro di sforzarsi per insegnargli a leggere: quest'ultimo, come prova del suo impegno, consegna a Mario una sua scarpa ma alla fine, abbattuto dal fatto che Ginetto non faccia miglioramenti, decide di lasciare l'incarico. Successivamente Mario si imbatte nel corpo esanime di Genny e chiama un'ambulanza: i sanitari, giunti sul posto, constatano che Genny ha subito un trauma cranico ed è in coma, tuttavia non riescono a sollevarla e a portarla in ospedale a causa del suo eccessivo peso. Ginetto racconta a Mario di essere stato lui a colpirla, così il giornalista va da Lord Micidial e lo minaccia di denunciare suo figlio, a meno che il suo contratto non venga annullato, sperando così di aver trovato il giusto escamotage per andarsene.
- Sponsor fittizio: La droga

## Cappelli
- Diretto da: Marcello Macchia
- Scritto da: Marcello Macchia, Luigi Luciano, Daniele Grigolo, Sergio Spaccavento, Francesco Vespa

### Trama
Mario fa la conoscenza della nuova vice-direttrice, Marta Franceschini, che gli chiede di incontrarla appena possibile. Al primo fuorionda i due si ritrovano e lei gli racconta che, proprio come lui, è stata incastrata da una clausola particolare (in 3D), e propone a Mario un'alleanza per distruggere la Micidial Corporation, che a quanto pare sarebbe coinvolta in fatti come l'11 settembre 2001, le scie chimiche, l'attentato a Kennedy, e avrebbe persino inventato la calvizie. Così Mario invita Marta a casa sua per cena, e la donna gli porta diverse prove schiaccianti a dimostrazione della sua tesi per mettere Mario in condizione di svelare tutto in diretta, ma i due non si accorgono di essere registrati di nascosto da Michelangelo, l'assistente di studio.
- Guest star: Stella Maris (Lisa Monna), Gibba (Fabrizio Spadellati)
- Sponsor fittizio: Cappelli

## Amore amario
- Diretto da: Marcello Macchia
- Scritto da: Marcello Macchia, Luigi Luciano, Daniele Grigolo, Sergio Spaccavento, Francesco Vespa

### Trama
La mattina seguente Mario e Marta si incontrano sulla terrazza e il conduttore le svela di non essere riuscito a preparare il servizio bomba in tempo, promettendole di lavorarci su per l'edizione dell'indomani. Nel frattempo Michelangelo si reca nello studio di Lord Micidial per fargli sentire la registrazione della sera prima, ma per sbaglio l'ha sovrascritta facendo così una figuraccia di fronte al direttore. Terminata la diretta, Mario e Marta raggiungono il capezzale di Genny e lui le racconta l'accaduto: tra i due sembra sia scattata la scintilla, e infatti fanno per baciarsi ma Genny si risveglia di colpo dal coma, dà uno schiaffo a Mario e scappa. Lord Micidial irrompe sulla scena e si complimenta con la donna, che in realtà si chiama Melany ed è sua figlia; Mario, scoprendo che i file audio erano totalmente falsi, si rende conto di essere caduto nella trappola e sviene.
- Sponsor fittizio: Pastol

## Plop
- Diretto da: Marcello Macchia
- Scritto da: Marcello Macchia, Luigi Luciano, Daniele Grigolo, Sergio Spaccavento, Francesco Vespa

### Trama
Mario, ancora svenuto, viene risvegliato di colpo da Genny, che è stata informata di essere rimasta in coma per tre giorni: Mario la esorta quindi a denunciare Ginetto ma la donna inizia a ripetere ossessivamente che non denuncerà nessuno, e con un flashback viene svelato che Genny, mentre era in coma, è stata manipolata da Lord Micidial con una cassetta che ripeteva la medesima frase. Il conduttore si presenta nello studio della diretta con la voce roca, che la regia durante un fuorionda riesce a modificare grazie a un software. Tornato a casa, Mario si indigna dopo che il fuorionda in questione è finito su Plop (parodia del programma satirico Blob), e nello stesso programma scopre che un tifone ha colpito la Costa Rica, dove pensa sia scappato Buonanima, e che nessun italiano si trovava lì: il dubbio allora comincia a serpeggiare nella mente del giornalista.
- Sponsor fittizio: Vocione

## Ceffone
- Diretto da: Marcello Macchia
- Scritto da: Marcello Macchia, Luigi Luciano, Daniele Grigolo, Sergio Spaccavento, Francesco Vespa, Danilo Carlani

### Trama
Mario, con l'aiuto del nuovo “truccatrice” Steve Mozzafiato che gli regge il telefono, chiama l'inviato Amarino Mallo, diretto al Polo Nord, per chiedergli di recarsi in Costa Rica e mettersi sulle tracce di Buonanima. Melany, che nel frattempo ha deciso di restare ad aiutare il padre nella gestione dell'MTG, si accorge del cambiamento di scaletta e telefona all'inviato per dirgli di tornare indietro: Mario la insulta e lei gli risponde tirandogli un ceffone con l'apparecchio sponsor della puntata. Durante un fuorionda i due vengono alle mani per convincere Amarino a dirigersi verso l'una o l'altra destinazione, e Melany crede di aver avuto la meglio perché il collegamento sembra avvenire dal Polo Nord, ma in realtà era soltanto una scenografia alle spalle dell'inviato che si trova in Costa Rica. A fine diretta Mario riceve la telefonata di Amarino, il quale gli rivela che nessun Buonanima è mai stato nel Paese negli ultimi vent'anni. Intanto persino Gesù si prodiga per insegnare a leggere a Ginetto, ma nemmeno lui ci riesce e se ne va sconsolato.
- Sponsor fittizio: Ceffone

## 252385736 secondi
- Diretto da: Marcello Macchia
- Scritto da: Marcello Macchia, Luigi Luciano, Daniele Grigolo, Sergio Spaccavento, Francesco Vespa, Danilo Carlani

### Trama
Mario si trova nel suo ufficio e chiama Michelangelo per comunicargli che Buonanima non si trova in Costa Rica e che dunque la lettera è falsa. L'assistente di studio, pressato dal giornalista, crolla e gli confida che è tutta colpa di Lord Micidial e che anche lui stesso si è reso complice: Mario si arrabbia e gli dà del traditore. Alla prima pausa, l'infuriato anchorman si precipita nello studio di Micidial e lo smaschera, minacciandolo di querela; tuttavia, quando cerca di mettersi in contatto con le forze dell'ordine, le chiamate vengono trasferite al cellulare del direttore (tranne i pompieri, a cui il giornalista si rivolgerà più tardi). Michelangelo raggiunge Mario per il rientro in onda, e Lord Micidial decide di licenziarlo. Nel frattempo Ginetto incontra una bambina, appena lasciata libera da suo padre che le aveva puntato contro una pistola, e stupisce Mario quando quest'ultimo rientra nel suo ufficio, dimostrandogli che ha finalmente imparato a leggere.
- Guest star: Marco Mazzoli (Sandro Sondrio), Gibba (Beppe Bargomi), Alan Caligiuri (Enrico Variabile), Nino Frassica (Pompiero)
- Sponsor fittizio: Svrevreee

## Donatello
- Diretto da: Marcello Macchia
- Scritto da: Marcello Macchia, Luigi Luciano, Daniele Grigolo, Sergio Spaccavento, Francesco Vespa, Danilo Carlani

### Trama
Mario è molto felice dopo aver verificato che Ginetto è effettivamente in grado di leggere, e si congratula col ragazzo. L'indomani, prima di una nuova edizione, il giornalista conosce il nuovo assistente di studio, Donatello, un signore anziano che non è affatto capace nel suo lavoro dato che commette molti errori, come il non dare a Mario indicazioni precise per il rientro in onda o l'entrare nello studio durante la diretta (infatti Donatello stesso ammette di essere lì perché aveva vinto un concorso della Micidial). Finita la diretta, un Mario piuttosto furioso insegue Donatello fino al cancello d'ingresso, dove viene bloccato dallo sponsor della puntata, un cartonato di Franco Baresi: subito dopo arriva Pompiero, il pompiere con cui Mario aveva parlato il giorno prima, per indagare sulla scomparsa di Buonanima, e con lui c'è anche Michelangelo, dopo che la sua "famiglia" (un cane e un gatto) lo aveva lasciato a piedi.
- Guest star: Nino Frassica (Pompiero)
- Sponsor fittizio: Baresi

## Pompiere che indaga su Buonanima
- Diretto da: Marcello Macchia
- Scritto da: Marcello Macchia, Luigi Luciano, Daniele Grigolo, Sergio Spaccavento, Francesco Vespa

### Trama
Dopo essere stato istruito da Mario sull'accaduto, inizia l'indagine di Pompiero che però sembra essere un totale fallimento, visto che il vigile del fuoco segue alla lettera l'invito di Mario a non svelare il vero motivo della sua investigazione (che tra l'altro è scritto sul retro della sua mantella). Intanto Melany, durante un fuorionda, si presenta nello studio della diretta con l'intenzione di chiedere scusa a Mario, il quale si scioglie in lacrime e le confessa i suoi sentimenti: la donna, per rimediare, gli chiede se può aiutarlo con la faccenda di Buonanima ma il conduttore la respinge violentemente dicendole che non si fida di lei, al che Michelangelo, di nuovo assunto, gli somministra un "calmario". Mario termina l'edizione del tg sotto l'effetto del farmaco, prima di tornare nel suo ufficio ed essere ragguagliato da Pompiero circa il lavoro svolto, ancora privo di risultati.
- Guest star: Nino Frassica (Pompiero)
- Sponsor fittizio: Sfuocol

## Pompiere che indaga su Buonanima 2
- Diretto da: Marcello Macchia
- Scritto da: Marcello Macchia, Luigi Luciano, Daniele Grigolo, Sergio Spaccavento, Francesco Vespa

### Trama
Il giorno dopo, Mario chiama Pompiero suggerendogli di cambiare strategia e di provare a carpire qualche informazione direttamente da Lord Micidial. Il pompiere si reca nell'ufficio del direttore e, con uno stratagemma, lo avverte che c'è un incendio; Lord Micidial casca nel tranello e fa scattare l'allarme e tutti quanti se ne vanno tranne Mario, che è così costretto a manovrare da solo i macchinari della regia per chiudere la diretta, e Pompiero, che fruga indisturbato nella valigetta di Micidial e trova un dossier ricco di segreti sulla sparizione di Buonanima. Pompiero ingenuamente ci spruzza del liquido con l'estintore (dopo che Mario afferma che si tratta di "roba che scotta"), mandando in fumo l'importante scoperta. Nel frattempo Ginetto, dotato di telecamerina, fa una prova di conduzione nello sgabuzzino adibito a ufficio, ma Mario la boccia sostenendo che c'è ancora tanta strada da fare.
- Guest star: Nino Frassica (Pompiero)
- Sponsor fittizio: Telefomando

## Sei pallini
- Diretto da: Marcello Macchia
- Scritto da: Marcello Macchia, Luigi Luciano, Daniele Grigolo, Sergio Spaccavento, Francesco Vespa

### Trama
Mario, molto nervoso dopo aver perso i preziosi documenti, scalcia nel suo studio e Michelangelo, che passava nelle vicinanze, interviene dandogli due pastiglie di Calmario (sponsor della puntata): così, ancora una volta, Mario rimane per tutta l'edizione del tg sotto l'effetto del medicinale. Intanto Melany, approfittando dell'assenza del padre, si intrufola nel suo ufficio imbattendosi in una cartella nera e, dopo aver inserito la password, trova un fascicolo contenente tutti i crimini commessi dalla Micidial Corporation e, una volta terminata la diretta, la mostra a Mario nell'ufficio di lui; tuttavia la voce "Rapimento di Paolo Buonanima" non è spuntata, cosa che scagiona definitivamente Lord Micidial. Ciononostante, Mario continua a dimostrarsi alquanto diffidente nei confronti di Melany e, in un momento di gelosia, bacia Genny di fronte a lei.
- Sponsor fittizio: Calmario

## Giobbe
- Diretto da: Marcello Macchia
- Scritto da: Marcello Macchia, Luigi Luciano, Daniele Grigolo, Sergio Spaccavento, Francesco Vespa, Danilo Carlani

### Trama
Dopo una serie di colloqui andati male con alcuni membri dello staff riguardo alla sparizione di Buonanima, Melany si reca dalla guardia giurata Ozio e si fa consegnare le cassette con le immagini riprese dalle telecamere di sicurezza il giorno della scomparsa, e le visualizza attentamente con un tecnico di nome Giobbe per tentare di ricostruire i movimenti del vecchio direttore. Intanto Mario confessa a Genny di averla baciata solo per far ingelosire Melany, e la donna diventa una furia, stendendo chiunque le si pari di fronte prima di essere fermata da Ozio con un colpo di sedativo: inoltre Ginetto ritorna da Mario per dirgli che ha fatto un'intervista molto importante, ma purtroppo si è dimenticato di registrarla. Tre ore dopo la diretta, Mario e Melany si incontrano e lei sostiene che Buonanima non abbia mai lasciato gli studi. Il giornalista riflette per un attimo, concludendo che solo un uomo può aver visto cosa è realmente successo: Pino Cammino, il "passante di professione" spesso intervistato nel corso della serie.
- Sponsor fittizio: Tappelo

## Ho visto tutto
- Diretto da: Marcello Macchia
- Scritto da: Marcello Macchia, Luigi Luciano, Daniele Grigolo, Sergio Spaccavento, Francesco Vespa, Danilo Carlani

### Trama
Mario telefona a Oscar Carogna per chiedergli il numero di Pino Cammino, ma l'inviato risponde che quest'ultimo è irreperibile, poiché non possiede un cellulare: il giornalista e Melany sono ignari del fatto che Lord Micidial stia ascoltando da sotto il tavolo. Il telegiornale procede tranquillo e Mario rivela a Michelangelo, del quale è tornato a fidarsi, il piano che ha in mente per incontrare Pino Cammino e scoprire così il mistero della scomparsa di Buonanima. Intanto Ginetto rivela a Genny (la quale, impazzita per la delusione d'amore, è stata esorcizzata senza successo da un prete), la storia sentimentale tra Mario e Melany: la donna perde di nuovo la testa e scappa dal letto dove era legata. Al termine della diretta entra in studio Melany che comincia a baciare appassionatamente Mario, ma all'improvviso appare Genny che spara un colpo di pistola in pieno petto a Mario.
- Sponsor fittizio: Mutolina

## Il vecchio e il Mario
- Diretto da: Marcello Macchia
- Scritto da: Marcello Macchia, Luigi Luciano, Daniele Grigolo, Sergio Spaccavento, Francesco Vespa

### Trama
Genny, morsa dai sensi di colpa, scappa dallo studio non sapendo che Mario indossava un giubbotto antiproiettile. Improvvisamente appare Pino Cammino che vede tutta la scena e Mario gli chiede se sa qualcosa su Buonanima ma Michelangelo, in accordo con Lord Micidial, gli da un po' d'acqua con la "Mutolina", una pillola che gli fa perdere la voce. Mario, di nuovo tradito, comincia a inveire contro di lui ma viene rinchiuso in uno sgabuzzino insieme a Melany: così Lord Micidial affida al figlio Ginetto la conduzione dell'MTG e i vestiti di Mario, ma il ragazzo si dimostra decisamente impreparato. Tuttavia il segnale sparisce in quanto Genny si arrampica sull'antenna del palazzo e lo staff del tg decide di lasciare lo studio. Mario e Melany vengono liberati dalla "Superbimba Micidial" e fanno ritorno allo studio vuoto, dove si baciano nuovamente, ma Lord Micidial li interrompe e rivela a Mario che è lui il suo vero padre (infatti anche Mario ha una voglia a forma di M sulla schiena così come Melany e Ginetto, oltre che lo stesso Lord). Subito dopo il giornalista scopre di essere stato vittima di "Scherzi a Mario", una lunga candid camera messa in atto principalmente dallo stesso Buonanima, ma in realtà è solo un sogno, in quanto viene svegliato di colpo da Ginetto con una secchiata d'acqua.
- Sponsor fittizio: Superbimba Micidial